# Concentración Nacional (Chile)
Concentración Nacional fue una alianza política chilena que correspondió al gabinete ministerial nombrado por el presidente de la República, Gabriel González Videla, entre el 7 de julio de 1948 y febrero de 1950.

## Historia
Los cargos ministeriales fueron ocupados por militantes de los partidos Radical, Liberal, Conservador Tradicionalista y Democrático, además de una facción del Partido Socialista dirigida por Bernardo Ibáñez Águila y Juan Bautista Rossetti. Por extensión, fue el nombre de la coalición electoral y política de apoyo al ejecutivo.
La Concentración Nacional, compuesta por los partidos anteriores, se formó como pacto para participar en las elecciones parlamentarias de 1949 enfrentando a la oposición reunida en la Falange Radical Agrario Socialista. Sin embargo pese a lograr una mayoría legislativa presidencial surgieron dificultades en la elección de las mesas de la Cámara de Diputados y del Senado cuando los radicales y democráticos se aliaron con la oposición para elegir su conformación. Si bien los ministros liberales y conservador tradicionalistas presentaron sus renuncias ministeriales, González Videla se las rechazó. Finalmente en febrero de 1950 se rompió la coalición como resultado de la huelga de dicho mes que llevó a un compromiso del ejecutivo considerado inaceptable por liberales y conservadores tradicionalistas, renunciando éstos en forma indeclinable a sus ministerios el 3 de febrero y permaneciendo como dimisionarios hasta el 7 del mismo mes, en que asumió un nuevo gabinete denominado «de Administración» que duró hasta el 27 del mismo mes en que fue reemplazado por el «Gabinete de Sensibilidad Social».
Tras esto, González Videla se acercó a movimientos de centro como el Partido Conservador Social Cristiano y la Falange Nacional, con los que pudo organizar un gabinete de Sensibilidad Social, con el que finalizó su gobierno.

## Gabinetes de Concentración Nacional
| Ministro                                  | Nombre                                                                          | Periodo                  | Partido                                             |
| ----------------------------------------- | ------------------------------------------------------------------------------- | ------------------------ | --------------------------------------------------- |
| Interior                                  | Jaime Alfonso Quintana Burgos Immanuel Holger Torres                            | 1948 1948-1950           | Radical Militar                                     |
| Relaciones Exteriores                     | Germán I. Riesco Errázuriz                                                      | 1948-1950                | Liberal                                             |
| Hacienda                                  | Jorge Alessandri Rodríguez Arturo Maschke Tornero                               | 1947-1950 1950           | Independiente Independiente                         |
| Justicia                                  | Luis Felipe Letelier Icaza Juan Bautista Rossetti Colombino Eugenio Puga Fisher | 1948-1949 1949-1950 1950 | Conservador Tradicionalista Socialista Democrático  |
| Educación Pública                         | Ulíses Vergara Osses Armando Mallet Simonetti Manuel Rodríguez Valenzuela       | 1948 1948-1950 1950      | Radical Socialista Independiente                    |
| Defensa Nacional                          | Guillermo Barrios Tirado                                                        | 1947-1952                | Militar                                             |
| Obras Públicas y Vías de Comunicación     | Ernesto Merino Segura Ricardo Labarca Benítez                                   | 1947-1950 1950           | Radical Independiente                               |
| Tierras y Colonización                    | Fidel Estay Cortés Ciro Álvarez Brucher                                         | 1947-1950 1950           | Democrático Independiente                           |
| Agricultura                               | Víctor Opaso Cousiño Francisco Steeger Schaffer                                 | 1948-1950 1950           | Liberal Independiente                               |
| Trabajo                                   | Ruperto Puga Fisher Luis Felipe Letelier Icaza Fernando García Oldini           | 1948-1949 1949-1950 1950 | Democrático Conservador Tradicionalista Democrático |
| Salubridad, Previsión y Asistencia Social | Guillermo Varas Contreras Manuel Aguirre Geisse                                 | 1948-1950 1950           | Conservador Tradicionalista Independiente           |
| Economía y Comercio                       | Alberto Baltra Cortés                                                           | 1947-1950                | Radical                                             |